# Ernst Wilhelm Londicer

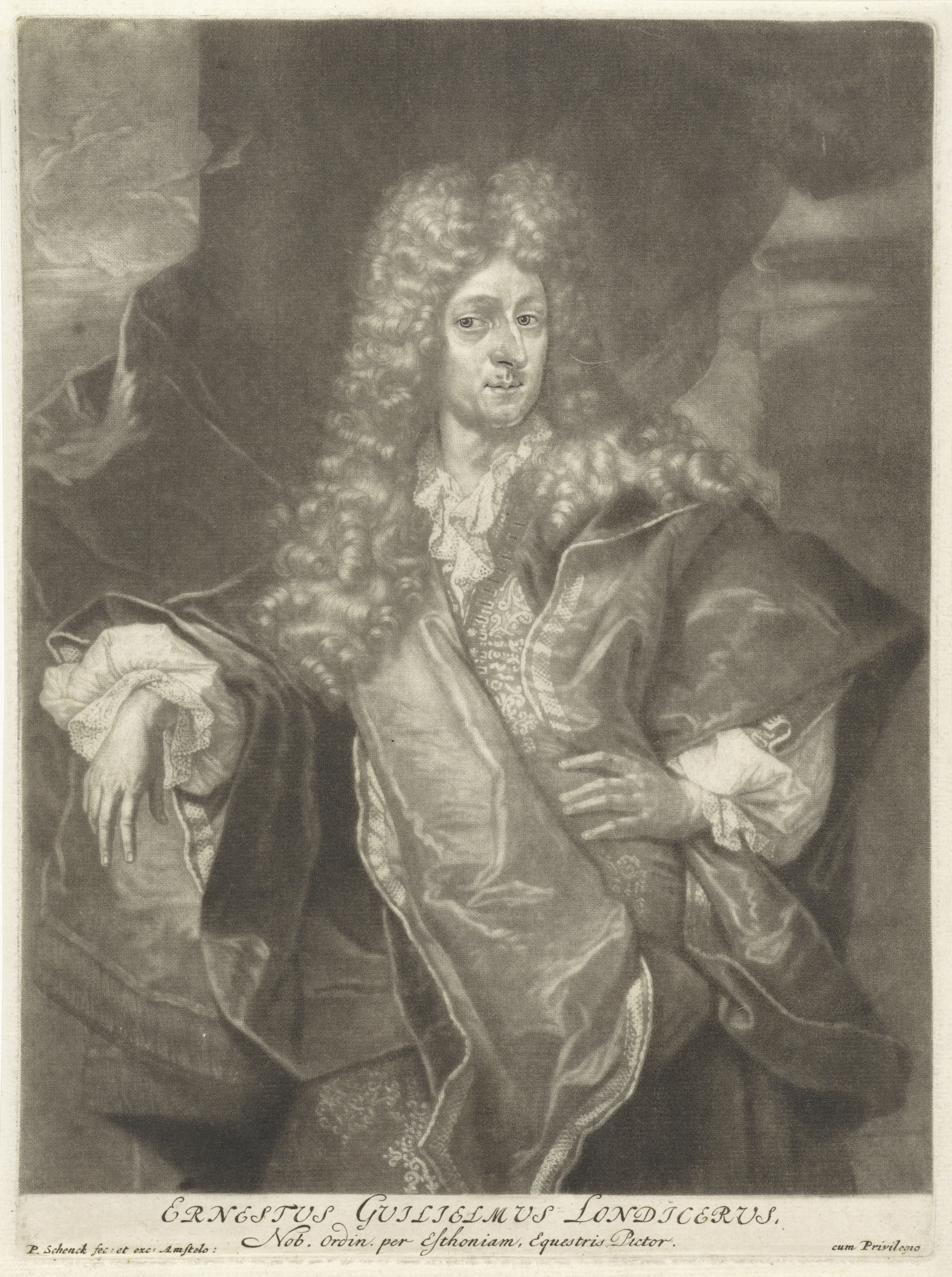
Ernst Wilhelm Londicer, Porträt von Peter Schenk d. Ä.

Ernst Wilhelm Londicer (* 1655 in Reval; † vor dem 9. November 1697 ebenda) war ein estnischer Maler.

## Leben
Londicer war ein Sohn des aus Schottland stammenden Kommandanten von Reval Georg Londicer. Er widmete sich zunächst dem wissenschaftlichen Studium der Literatur, wandte sich aber der Kunst zu, die er in Deutschland und Holland gelernt hat. Seine Werke zeigten einen holländischen Einfluss.
Zu Beginn der 1680er Jahre ist er wieder in Reval nachweisbar. Er erhielt hier viele Aufträge und wurde zum Maler der Estländischen Ritterschaft ernannt.
Er starb im Herbst 1697 an der Pest.
Londicer war verheiratet Maria Helena, geb. Pollack († 1710), einer Tochter des Goldschmieds Peter Polack (1633–1702) und Schwester des Goldschmieds Peter Wilhelm Polack († 1721).

## Werke

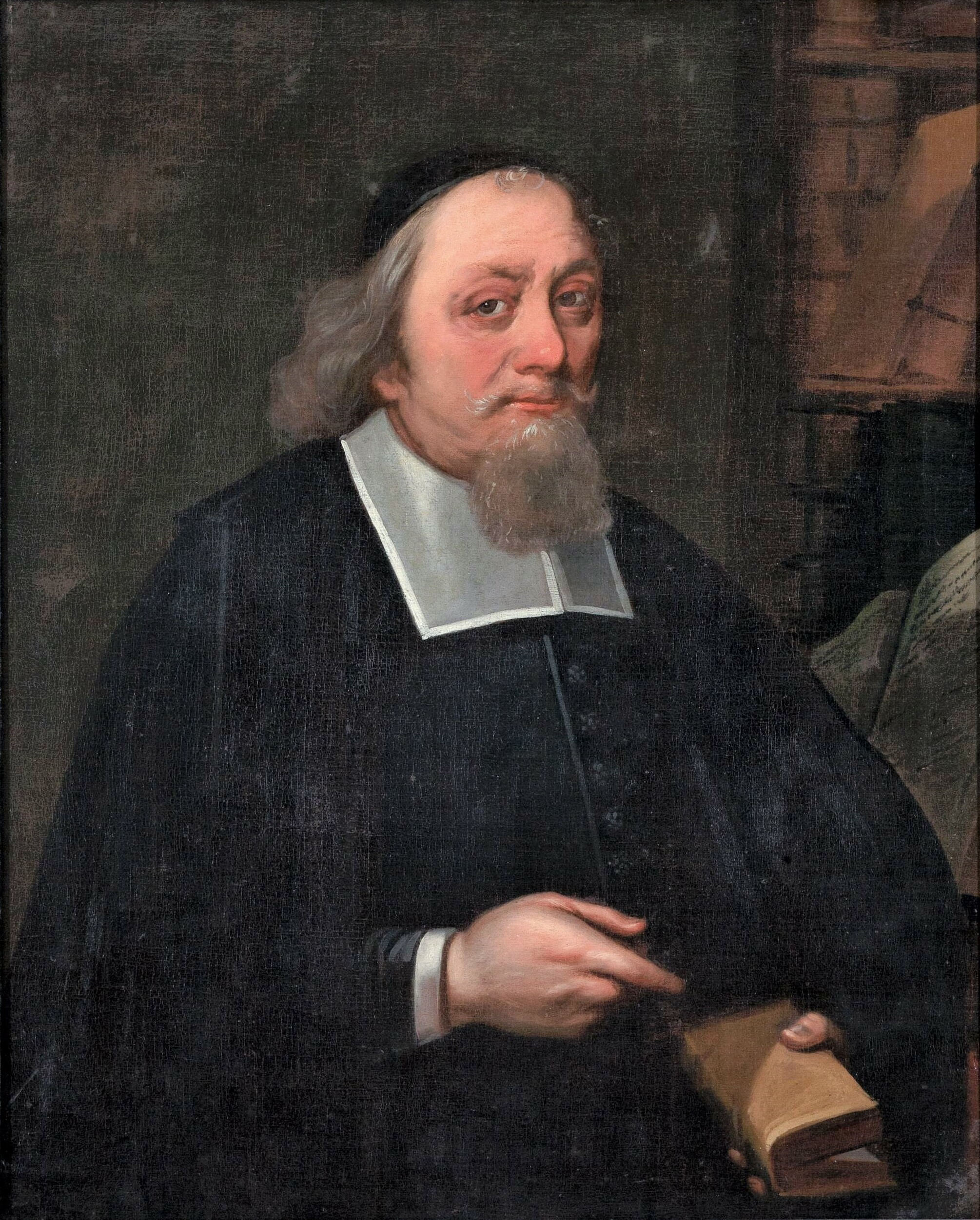
Porträt Johann Fischer (1686), Museum für Rigaer Stadtgeschichte und Schifffahrt

- Porträt des livländischen Generalsuperintendenten Mag. Johann Fischer (1686), Museum für Rigaer Stadtgeschichte und Schifffahrt, Riga
- Porträt des großen Kurfürsten, Schwarzhäuptergesellschaft Reval
- Titelblatt der 1695 in Rudolstadt gedruckten livländischen Chronik des Pastors Christian Kelch, nach Londicers Vorlage durch Jacob von Sandrart gestochen
- Porträt des Bischofs Joachim Salemann
- Abendmahl und Kreuzigung, Altarbilder für den Tallinner Dom, 1881 ersetzt durch das Gemälde der Kreuzigung von Eduard von Gebhardt
- Porträts der schwedischen Gouverneure Bengt Horn und Andreas Torstensohn